# La Bisbal d'Empordà
La Bisbal d'Empordà este o localitate în Spania în comunitatea Catalonia în provincia Girona. În 2014 avea o populație de 10.761 locuitori. Este capitala comarcei Baix Empordà.
1. ↑  Nomenclátor Geográfico de Municipios y Entidades de Población (20240402 edition)
2. ↑   https://www.labisbal.cat/ca/oscar-aparicio-nou-alcalde-de-la-bisbal-d-emporda.html Lipsește sau este vid: |title= (ajutor)
3. 1 2   http://www.idescat.cat/pub/?id=aec&n=925&t=2016 Lipsește sau este vid: |title= (ajutor)